# Anthony Horneck
Anthony Horneck, né en 1641 à Bacharach et mort en 1697 à Londres, est un ecclésiastique de l'Église d'Angleterre. 

## Biographie
Anthony Horneck naît en 1641 à Bacharach dans le Bas-Palatinat. Il est le fils de Phillip Elias Horneck, le flûtiste à bec de la ville, et de son épouse, Anna Sophia, née Grammartz.
Il étudie la théologie à Heidelberg et arrive en Angleterre vers 1661. En 1663, il est nommé membre du Queen's College d'Oxford et vicaire de All Saints, Oxford, en 1664. Il devient prébendaire de la cathédrale d'Exeter en 1670, et l'année suivante prédicateur à la Savoie, où il jouit d'une grande popularité. En 1689, il est nommé aumônier de Guillaume III et, en 1693, prébendaire de Westminster. Il écrit un certain nombre de livres de dévotion qui sont largement utilisés à l'époque, traitant en particulier de la Sainte Communion. Parmi eux se trouvent L'Heureux ascète (1681), Le Feu de l'Autel (1683), et Jésus Crucifié (1686).